# Помена
42°47′ пн. ш. 17°20′ сх. д. / 42.78° пн. ш. 17.34° сх. д.
Помена (хорв. Pomena) — населений пункт у Хорватії, у Дубровницько-Неретванській жупанії у складі громади Млєт.

## Населення
Населення за даними перепису 2011 року становило 52 осіб.
Динаміка чисельності населення поселення: